# 塔拉·摩爾
塔拉·摩爾（英語：Tara Moore，1992年8月6日—）是英國职业网球女运动员，2010年轉職業。她的WTA生涯最高單打排名為第145名（2017年5月8日）。由於違反禁藥規定，遭處以四年禁賽至2028年。